# Simsonrederiet
Simsonrederiet var ett svenskt rederi.
Simsomrederiet, med säte i Stockholm, grundades och ägdes av Simon M. Carlsson, vilken började som entreprenör med vedhandel och pråmtransporter 1918. År 1922 bildade han Simon M. Carlssons Motorpråmsrederi, vilket namnändrades till Simsonrederiet 1927. Rederiets flotta avvecklades 1939 efter Simon Carlssons död, men företaget levde vidare som befraktare och skeppsmäklare och heter numera Simsonship AB.
Rederiets var framför allt verksamt i insjöfart och trafik på Östersjön, och hade innan det avvecklades 18 fartyg på mellan 50 och 350 ton (dwt).